# Бенвенути, Мария Беатриче
Мария Беатриче Бенвенути (итал. Maria Beatrice Benvenuti, родилась 9 июня 1993 года в Риме) — итальянская регбийная судья.

## Биография
Родилась в Трастевере, дочь одного из руководителей клуба «Рома»; есть также брат-регбист. В 2009 году поступила на курсы регбийных судей, начав судить молодёжные матчи спустя два месяца. В сезоне 2013/2014 начала судить матчи мужского чемпионата Италии в Серии B, а также матчи финального этапа женской Серии A. В том же году была назначена судить матчи этапа чемпионата Европы по регби-7 в Москве: судила финал между Россией и Англией, а чуть позже отсудила матч второй сборной Англии против сборной ЮАР в Лондоне. Работала также боковым арбитром в финале чемпионата мира того же года.
21 января 2016 года Бенвенути отсудила матч мужской Серии А между командами «Вальполичелла» и «Торино». В апреле того же года она была включена в список судей матчей женского турнира по регби-7 в рамках Олимпиады в Рио-де-Жанейро. Мария Беатриче отсудила два матча: 6 августа между США и Колумбией (победа США 48:0) и 8 августа между Испанией и Фиджи (победа Испании 21:0).
11 декабря 2016 года в матче между клубами «Вальсугана» и «Виченца» аргентинский игрок «Виченцы» Бруно Андрес Дольоли (исп. Bruno Andrés Doglioli) схватил Бенвенути и толкнул её на землю. Мария сумела доработать матч до конца, показав нарушителю жёлтую карточку, а после матча была госпитализирована с подозрением на хлыстовую травму. После игры видеозапись подтвердила факт запрещённого приёма со стороны Дольоли, и Итальянская федерация регби дисквалифицировала Бенвенути на три года, запретив ему профессионально заниматься регби в течение этого срока, однако последующая апелляция привела к тому, что Дольоли получил запрет на 20 лет заниматься любой регбийной деятельностью (сам игрок принёс извинения судье за свой поступок).
В 2017 году Бенвенути работала на матчах очередного женского чемпионата мира. 16 марта 2018 года она провела свой дебютный матч в рамках женского Кубка шести наций, отсудив игру очередного розыгрыша между Уэльсом и Францией. В том же году она судила матчи женского турнира чемпионата мира по регби-7 в Сан-Франциско, став единственной представительницей Италии на том турнире, а также работала на матчах этапа Мировой серии по регби-7 среди женщин в США. В 2019 году — судья матчей женского Кубка шести наций.